# Outlook na Web

Logomarca

Outlook na Web (anteriormente conhecido como Exchange Web Connect, Outlook Web Access (OWA) e Outlook Web App no Office 365 e no Exchange Server 2013) é um aplicativo web de gerenciamento de informações pessoais [en], desenvolvido pela Microsoft. Também está disponível para clientes do Office 365, do Exchange Server e do Exchange Online. Ele inclui um cliente de email baseado na web, uma ferramenta de calendário [en], um gerenciador de contatos e um gerenciador de tarefas.

## Office 365 e Exchange Server
O Outlook na Web está incluído na assinatura do Office 365 ou com o licenciamento do Exchange Server.

### Histórico
O Outlook Web Access foi criado em 1995 pelo gerente de programa da Microsoft, Thom McCann na equipe do Exchange Server. Uma versão inicial do trabalho foi demostrada pelo vice-presidente da Microsoft, Paul Maritz na famosa cúpula da Microsoft em Seattle, no dia 27 de dezembro de 1995. A primeira versão do cliente foi enviada como parte do lançamento do Exchange Server 5.0 no início de 1997.
O primeiro componente para permitir scripts do lado do cliente para emitir solicitações HTTP (XMLHTTP) foi originalmente escrito pela equipe do Outlook Web Access e logo passou a fazer parte do Internet Explorer 5.0. Rebatizado como XMLHttpRequest e padronizado pelo World Wide Web Consortium, ele se tornou um dos pilares da tecnologia Ajax utilizado para criar aplicativos web avançados.
Mais tarde, a Microsoft rebatizou o Outlook Web Access como Outlook Web App. Uma atualização em 4 de agosto de 2015 renomeou OWA para "Outlook na Web".